# إمزيلن (تدرارت)
إمزيلن هي إحدى مشيخات المملكة المغربية، تتبع جغرافيا لعمالة أكادير إدا وتنان وإداريًا لتدرارت. يقدر عدد سكانها بـ 7955 نسمة حسب الإحصاء الرسمي للسكان والسكنى لسنة 2004.